# Grímshóll
Grímshóll är en bergstopp i republiken Island. Den ligger i regionen Västfjordarna, i den västra delen av landet, 200 km norr om huvudstaden Reykjavik. Toppen på Grímshóll är 601 meter över havet, eller 189 meter över den omgivande terrängen. Bredden vid basen är 6,0 km.
Trakten runt Grímshóll är nära nog obefolkad, med mindre än två invånare per kvadratkilometer. Det finns inga samhällen i närheten. Trakten runt Grímshóll består i huvudsak av gräsmarker.